# Saint-Vincent-de-Paul (Gironda)
 Saint-Vincent-de-Paul  es una población y comuna francesa, situada en la región de Aquitania, departamento de Gironda, en el distrito de Burdeos y cantón de Carbon-Blanc.

## Demografía
| 617 | 670 | 635 | 758 | 963 | 1055 |
| Para los censos de 1962 a 1999 la población legal corresponde a la población sin duplicidades (Fuente: INSEE [Consultar]) |     |     |     |     |      |